# Cambio cane
Cambio cane è un docu-reality in 10 puntate andato in onda per la prima volta su Fox Life (canale 114 SKY) il 30 novembre 2012. In ogni puntata due famiglie accomunate da alcuni problemi di convivenza con il proprio animale domestico chiedono aiuto al dog coach Angelo Vaira, che propone loro una breve vacanza del proprio cane.
La trasmissione è andata in onda ogni venerdì alle ore 21.50.
Il format "made in Italy" è stato venduto in Francia e in Spagna.

## Il format televisivo
Il programma ideato da Fausto Massa, Paolo Palmarocchi e da Angelo Vaira, prevede che due famiglie si scambiano i cani per una settimana. Questo fa sì che grazie all'aiuto di Angelo Vaira i proprietari imparino a relazionarsi nel modo corretto con il nuovo ospite. Nel frattempo i cani perdono le cattive abitudini della famiglia d'origine diventando più ricettivi all'apprendimento di nuove regole.
L'obiettivo del programma è quello di far vivere ad animali e umani un'esperienza formativa diversa che arricchisce e fa sviluppare nuove capacità.
Al termine della settimana di vacanza, i cani ritrovano una famiglia cambiata, più competente e in grado di soddisfare maggiormente i propri bisogni.

## Il Dog Coach
Angelo Vaira: Personaggio noto della cinofilia italiana, è il primo a fondere le scienze cognitive animali con la psicologia umana, realizzando un sistema integrato di intervento nel sistema cane-famiglia. I suoi modelli di intervento hanno influenzato buona parte dei professionisti che lavorano nell'ambito dell'educazione e della riabilitazione comportamentale del cane. Le metodologie che utilizza si basano su un approccio sempre collaborativo e mai punitivo con l'amico a quattro zampe.
Ha collaborato col Corriere della Sera e ha condotto una rubrica di successo all'interno del programma I fatti vostri su Raidue.

## Prima stagione
È composta da 10 episodi di 45' ciascuno, andati in onda dal 30 novembre 2012 al 1º febbraio 2013.

## Autori del programma
Fausto Massa, Paolo Palmarocchi e Francesca Cucci.